# Al Qusais
Al Qusais hoặc Al Gusais (tiếng Ả Rập: اﻟﻘﺼﻴﺺ) là một cộng đồng lớn ở Dubai, Các Tiểu vương quốc Ả Rập Thống nhất (UAE). Nó nằm ở khu vực phía đông Deira Dubai. Al Qusais giáp Hor Al Anz và Al Twar và được chia nhỏ thành các khu dân cư và các khu công nghiệp.
Khu dân cư Al Qusais được chia thành:
- Al Qusais First
- Al Qusais Second
- Al Qusais Third

Các khu công nghiệp được chia thành:
- Al Qusais Industrial Area First
- Al Qusais Industrial Area Second
- Al Qusais Industrial Area Third
- Al Qusais Industrial Area Fourth
- Al Qusais Industrial Area Fifth

Các khu công nghiệp dẫn vào các khu công nghiệp của tiểu vương quốc Sharjah.

## Giáo dục
Giáo dục tại Al Qusais được cung cấp bởi một số trường học và cao đẳng công lập và tư thục. Có các trường Ả Rập, Úc, Anh, Mỹ và Ấn Độ. Ngoài ra còn có các viện tư nhân khác nhau cung cấp các bài học khiêu vũ, âm nhạc, nghệ thuật và máy tính. Các tổ chức giáo dục ở Al-Qusais bao gồm:
- Trường Millennium
- Trường trung học Crescent English
- Trường tư thục Dubai
- Trường quốc tế Apple
- Trường tư thục Philadelphia Lưu trữ ngày 1 tháng 2 năm 2019 tại Wayback Machine
- Trường quốc tế Star
- Trường Westminster
- Trường Pakistan Rashid Al Maktoum
- Trường Al Sadiq
- Trường tư thục Adab Iran
- Trường tư thục Pristine
- Trường cao đẳng nữ Dubai
- Học viện giáo dục Emcan, Al Nahda 2
- Học viện giáo dục Oscar
- Trường vùng vịnh Model
- Trường Kairali Kala Kendram
- Trung tâm Jmaia Sadiya Arabiya Al Qusais 1 Ấn Độ

Học viện lái xe Emirates và Trung tâm lái xe ô tô Galadari là hai học viện lái xe ở Al Qusais.

## Vận chuyển
Green Line (một trong hai tuyến đường sắt của Tàu điện ngầm Dubai) có năm ga nằm ở Al Qusais. Ga Al Qusais, Khu tự do sân bay, Al Nahda và sân vận động là các ga tàu điện ngầm khác. Nhà ga số 2 của Sân bay Quốc tế Dubai cách ga tàu điện ngầm Khu tự do sân bay hai phút lái xe. Al Qusais cũng có dịch vụ xe buýt và dịch vụ taxi rộng rãi do RTA cung cấp.

## Cơ sở vật chất

### Mua sắm
Al Qusais có một số siêu thị lớn và cửa hàng bách hóa lớn.
- Al Mulla Plaza là trung tâm mua sắm lớn đầu tiên ở Al Qusais và là một trong những trung tâm mua sắm lâu đời nhất ở Dubai. Đó là một mốc quan trọng trong thành phố. Bảo tàng Cảnh sát Dubai được đặt tại Al Mulla Plaza, mở cửa vào ngày 19 tháng 11 năm 1987. Nó bao gồm ba phòng triển lãm, cũng như ghi lại các nỗ lực chống ma túy của lực lượng cảnh sát và hệ thống nhà tù của lực lượng. Vào ngày 19 tháng 11 năm 1987, Hội đồng Bảo tàng Quốc tế đã đưa bảo tàng vào kỷ lục của Bảo tàng Ả Rập.
- Madina Mall là một trung tâm mua sắm lớn được khai trương vào đầu năm 2012. Một số nhà bán lẻ hàng đầu là Carrefour, Red tag.
- Lulu Hypermarket Lưu trữ ngày 27 tháng 1 năm 2019 tại Wayback Machine là một khu mua sắm rộng lớn về hàng may mặc thời trang, điện tử, trang trí nội thất, đồ chơi và phụ kiện.

### Trung tâm y tế
Có một số trung tâm y tế ở Al Qusais.

#### Bệnh viện Zulekha
Các cơ sở đa khoa cung cấp các giải pháp y tế là tầm nhìn của bác sĩ Zulekha Daud. Các khoa khác nhau của bệnh viện như Khoa Tim mạch, Nha khoa, Da liễu, Tai mũi họng, Nội tiết, Tiêu hóa, Phụ khoa, Nội khoa, Nội soi, Dinh dưỡng & Lối sống, Quản lý, Thần kinh, Sơ sinh Chỉnh nha, Chỉnh hình, Nhi khoa, Phẫu thuật Thẩm mỹ & Tái tạo, Tâm thần, Vật lý trị liệu, Phẫu thuật, Tiết niệu, Dịch vụ Cứu thương, Phòng Cấp cứu, ICU, Phòng thí nghiệm, Dược phẩm và X quang.

#### NMC
Nằm ở Phố Amman và mở cửa 24 giờ, bệnh viện tương lai 100 giường này kết hợp các thiết bị hiện đại nhất bao gồm các thiết bị chẩn đoán như Hệ thống Tim đồ, Máy CT Scan lát cắt, MRI và Phòng thí nghiệm Thông tim được trang bị công nghệ cao hệ thống hình ảnh kỹ thuật số và hệ thống lập bản đồ lập thể ba chiều (loại máy đầu tiên được lắp đặt tại Dubai), cho phép lập bản đồ và cắt bỏ các rối loạn nhịp phức tạp nhất của tim. Ngoài ra, Khoa Vật lý & Phục hồi chức năng lần đầu tiên trong khu vực, giúp mọi người lấy lại mức độ hoạt động độc lập nhất sau chấn thương nặng, chấn thương và bệnh tật. Phòng thí nghiệm giấc ngủ, phân tích các vấn đề liên quan đến giấc ngủ cũng là một trong những cơ sở đầu tiên trong khu vực.
Trung tâm y tế Aster, phòng khám Welcare EDC Al Qusais, Trung tâm y tế Al Deyafa, Phòng khám Joseph, Phòng khám đa khoa Mini VM cũng cung cấp dịch vụ chăm sóc y tế trong cộng đồng.

## Tổ chức chính phủ
Tổng hành dinh cảnh sát Dubai nằm đối diện Al Mulla Plaza. Sở cảnh sát Al Qusais là một trong mười đồn cảnh sát ở Dubai và được thành lập vào năm 1977. Nó chuyển đến cơ sở mới, đường Beirut năm 1999. Bộ Giáo dục, Bộ Lao động, Trụ sở Bộ Quốc phòng Dubai cũng nằm trong cộng đồng.

## Thể thao và Giải trí
Câu lạc bộ Al Ahli được thành lập vào năm 1970, khi hai đội bóng đá địa phương Al Wehdah và Al Shabab (thành lập 1962) kết hợp với nhau, và sau đó bốn năm, một đội bóng địa phương khác Al Najah đã tham gia để thành lập Câu lạc bộ Al Ahli. Nó nằm cạnh ga tàu điện ngầm sân vận động. Câu lạc bộ thi đấu bóng rổ, bóng chuyền, bóng ném, thể thao điền kinh, bóng bàn và đua xe đạp. Câu lạc bộ cưỡi ngựa Al Ahli Lưu trữ ngày 29 tháng 1 năm 2019 tại Wayback Machine cung cấp nhiều lựa chọn các hoạt động liên quan đến ngựa trong suốt cả năm.
Khu vực có hai công viên công cộng.
- Công viên Al Qusais 1 nằm gần nhà thờ Hồi giáo Masjid Al Ansar với sân bóng rổ và khu vui chơi rộng rãi dành cho trẻ em.
- Công viên Al Qusais 2 nằm phía sau Phố Damascus gần Khách sạn Elite Classic.

## Khách sạn
Khách sạn Fortune Grand, Fortune Classic, Fortune Plaza (trước đây gọi là Khách sạn Princess), Căn hộ khách sạn Fortune Classic Apartments, Khách sạn Al Bustan, Căn hộ khách sạn Emirates Star, Khách sạn Layia Plaza và Căn hộ khách sạn Tulip Inn là một số khách sạn nằm ở Al Qusais.